# Fine (雑誌)
『Fine』（ファイン）は、1978年に創刊された日之出出版最初の月刊誌（男性向けファッション雑誌）。毎月9日発売。

## 概要
男女問わず、若者向けのサーファーファッションや文化をテーマにした情報雑誌として創刊され、一般読者をモデルとして起用する「読者モデル」や、一般読者のファッションを写真に収めてカテゴリー別に紹介する「スナップ特集」を生み出すなど、“読者”と一緒になって楽しみ、成長する雑誌として一世を風靡した。
2014年に「都会と自然を自由に行き来する大人の男」をテーマにしたファッション＆ライフスタイル雑誌として大リニューアルを遂げ、2018年に創刊から40周年を迎えた。ユニセックス誌からメンズ誌に変わった現在も、スナップ特集は『Fine』の目玉特集として年2回程度実施されている。

## 歴史
- 1978年9月　創刊
- 2008年9月　創刊30周年
- 2018年9月　創刊40周年

歴代の編集長
- 市川 博文　2022年4月号（526号）-
- 池上 隆太　2017年8月号（470号）-
- 藤巻 英治　2013年10月号（424号）-
- 榊原 達弥
- 藤原 晃
- 大野 俊也

## 2018年以降に表紙を飾った有名人
- 木村拓哉
- 反町隆史
- 大谷亮平
- 藤木直人
- 大沢たかお
- 青木崇高

## 日之出出版の他の雑誌
- FINEBOYS
- Safari